# Banni (Upper River Region)
Banni (Namensvarianten: Bajonkoto oder Batankoto) ist eine Ortschaft im westafrikanischen Staat Gambia.
Nach einer Berechnung für das Jahr 2013 leben dort etwa 457 Einwohner, das Ergebnis der letzten veröffentlichten Volkszählung von 1993 betrug 330.

## Geographie
Banni liegt am nördlichen Ufer des Gambia-Flusses, in der Upper River Region Distrikt Wuli. Der Ort liegt rund drei Kilometer westlich von Sutukonding entfernt.